# سوق الأفكار
إن مصطلح «سوق الأفكار» هو الأساس المنطقي لحرية التعبير وذلك وفقًا لتمثيل المفهوم الاقتصادي للسوق الحر. وفي معتقد «سوق الأفكار» فإن الحقيقة ستظهر نتيجة التنافس بين الأفكار من خلال الخطاب العام الحر والشفاف. ويتم تطبيق هذا المفهوم على مناقشات قانون براءة الاختراع بالإضافة إلى حرية الصحافة ومسؤوليات وسائل الإعلام في الديمقراطية الليبرالية.
كان أول من استخدم استعارة سوق الأفكار هو جون ستيوارت مل في كتابه حول الحرية (On Liberty) في عام 1859 (على الرغم من عدم استخدامه لمصطلح «السوق» مطلقًا). وتم استخدامه لاحقًا من خلال الآراء الاستشارية للمحكمة العليا للولايات المتحدة. وظهرت أول إشارة لمصطلح «التبادل الحر للأفكار» ضمن «المنافسة في السوق» في معارضة القاضي أوليفر وندل هولمز الابن في قضية آبرامز ضد الولايات المتحدة، 250 U.S. 616, 630 (1919). وظهرت عبارة «سوق الأفكار» لأول مرة في الرأي المؤيد الذي أصدره القاضي ويليام أورفيل دوجلاس في قرار المحكمة العليا بشأن قضية الولايات المتحدة ضد روملي في عام1953: «وعلى غرار ناشري الصحف أو المجلات أو الكتب، فإن هذا الناشر يزايد على عقول البشر في سوق الأفكار».
إن الفكرة العامة بأنه ينبغي قبول حرية التعبير لأنها ستؤدي إلى الوصول إلى الحقيقة لها تاريخ طويل. فقد قال الشاعر الإنجليزي جون ميلتون أنه ليس من الضروري تقييد حرية التعبير لأن الحقيقة ستسود «من خلال أية مواجهة حرة ومنفتحة». وقال الرئيس توماس جفرسون بأنه من الآمن السماح «بالخطأ في الرأي … حيث يقوم المنطق بمواجهته بحرية». وكرر فريدريك سايبرت فكرة أن التعبير الحر هو بمثابة التصحيح الذاتي في نظريات الصحافة الأربع: «اسمح للأشخاص بالتعبير عن أنفسهم بحرية. فسوف تربح الأفكار الحقيقية والسليمة. وتنهزم الأفكار الخاطئة وغير السليمة. ويجب أن تتجنب الحكومة المعركة وألا ترجح كفة الخلافات لصالح أحد الأطراف أو للطرف الأخر». ولا يعتمد على هؤلاء الكتاب على القياس الاقتصادي للسوق.
في السنوات الأخيرة، تم طرح التساؤلات بشأن وجود أسواق للأفكار. ولقد أشار العديد من الباحثين إلى الاختلافات بين الطريقة التي ينتج من خلالها الأفكار ويتم استهلاكها وطريقة إنتاج واستهلاك البضائع الأكثر تقليدية. وقد قيل أيضًا أن فكرة سوق الأفكار كما هي مطبقة على الدين «تفترض بشكل غير صحيح تكافؤ الفرص» بين الأديان. بالإضافة إلى ذلك، تم تطبيق فكرة سوق الأفكار على دراسة البحث العلمي كمؤسسة اجتماعية.

## التاريخ
يمكن العثور على دعم للأفكار المتنافسة والنقاش القوي في فلسفة جون ميلتون في عمله آريوباجيتيكا عام 1644 وأيضًا جون ستيوارت ميل في كتابه عن الحرية عام 1859. تطرح الفكرة العامة ضرورة التسامح مع حرية التعبير لأنها ستؤدي إلى الحقيقة. اقترح الشاعر الإنجليزي جون ميلتون أن تقييد الكلام ليس ضروريًا لأن الحقيقة تسود فقط في اللقاء الحر والمفتوح. ردد فريدريك سيبرت الفكرة القائلة بأن حرية التعبير هي تصحيح ذاتي في نظريات الصحافة: دع كل من لديه ما يقوله يكون أحرارًا في التعبير عن نفسه، سيبقى الصواب والصوت، سيهزم الزائف وغير السليم، يجب ألا تكون الاحتمالات لصالح جانب أو آخر، لم يعتمد هؤلاء الكتّاب على القياس الاقتصادي للسوق.
يجادل المؤرخ الاقتصادي جويل موكير في كتابه الصادر عام 2017 بعنوان ثقافة النمو: أصول الاقتصاد الحديث أن الانقسام السياسي في أوروبا (وجود عدد كبير من الدول الأوروبية) جعل من الممكن للأفكار غير التقليدية أن تزدهر، بسبب رواد الأعمال والمبدعين، يمكن للأيديولوجيين الهرب بسهولة إلى دول مجاورة عند محاولة قمع أفكارهم وأنشطتهم. هذا ما يميز أوروبا عن الإمبراطوريات الموحدة الكبيرة والمتقدمة تقنيًا مثل الصين والهند. كان لدى الصين آلات طباعة، وكان لدى الهند مستويات علمية وتكنولوجية مماثلة لأوروبا في عام 1700، ومع ذلك فإن الثورة الصناعية حدثت في أوروبا، وليس في الصين أو الهند. في أوروبا، اقترن الانقسام السياسي بالسوق المتكاملة للأفكار حيث استخدم المثقفون الأوروبيون اللغة اللاتينية المشتركة، وكان لديهم أساس فكري مشترك في التراث الكلاسيكي لأوروبا.
ومع ذلك، فإن الاستعارة الأكثر دقة لسوق الأفكار تأتي من المحكمة العليا للولايات المتحدة.  ظهرت الإشارة الأولى إلى التجارة الحرة في الأفكار ضمن منافسة السوق في عام 1919 داخل معارضة قاضي المحكمة العليا الأمريكية أوليفر ويندل هولمز جونيور في قضية أبرامز ضد الولايات المتحدة. يجب تبرير الكلام من خلال سياسات عامة تعويضية محددة. في حين أن الحالات السابقة تعاملت مع أشخاص طبيعيين، وسّع مجلس ولاية فرجينيا عام 1976 قراره ضد مجلس المستهلكين لمواطني فرجينيا نطاقه ليشمل الشركات من خلال إنشاء حق خطاب تجاري للشركات، وإلغاء اللوائح الحكومية للإعلان في هذه العملية.
إذا اعتُبرت المعتقدات مثل الأديان كأفكار، فإن مفهوم سوق الأفكار يفضل سوقًا للأديان بدلًا من فرض دين الدولة أو حظر المعتقدات غير المتوافقة. وبهذا المعنى، فإنه يوفر أساسًا منطقيًا لحرية الدين.

## المصداقية
في السنوات الأخيرة، ظهرت أسئلة بخصوص وجود أسواق للأفكار. لاحظ العديد من العلماء الاختلافات بين طريقة إنتاج الأفكار واستهلاكها وطريقة إنتاج واستهلاك السلع التقليدية. وقد قيل أيضًا أن فكرة سوق الأفكار كما هي مطبقة على الدين تفترض بشكل غير صحيح وجود تكافؤ الفرص بين الأديان. بالإضافة إلى ذلك، طُبّقت فكرة سوق الأفكار على دراسة البحث العلمي كمؤسسة اجتماعية.